# Maggie Weston
Maggie Weston (... – New York, 3 novembre 1926) è stata un'attrice statunitense, conosciuta anche con il nome di Margaret Weston.

## Biografia
Non si conoscono dati certi dei primi anni di Maggie Weston. Sposata a James Connors, lavorò per la Edison Manufacturing Company apparendo per la prima volta sullo schermo nel 1909. Continuò la sua carriera cinematografica per tutti gli anni dieci alla Fox Film Corporation.
Morì a New York, il 3 novembre 1926.

## Filmografia
- The Little Sister (1909)
- His Undesirable Relatives, regia di C.J. Williams (1913)
- Newcomb's Necktie, regia di C.J. Williams (1913)
- Professor William Nutt, regia di C.J. Williams (1913)
- Othello in Jonesville, regia di Charles M. Seay (1913)
- In the Old Dutch Times (1913)
- Tess of the D'Urbervilles, regia di J. Searle Dawley (1913)
- The Adventures of Kitty Cobb (1914)
- A Busybody's Busy Day (1915)
- Regeneration, regia di Raoul Walsh (1915)
- A Model Frame-Up, regia di Frank B. Coigne (1915)
- The Foundling, regia di John B. O'Brien, Allan Dwan (1915)
- La trovatella (The Foundling), regia di John B. O'Brien (1916)
- The Scenario Bug, regia di Charles C. O'Hara (1916)
- American Buds, regia di Kenean Buel (1918)
- The Bandbox, regia di R. William Neill (Roy William Neill) (1919)